# 拉沙佩勒圣旺
拉沙佩勒圣旺（法語：La Chapelle-Saint-Ouen，法語發音：[la ʃapɛl sɛ̃.t‿wɛ̃]）是法国滨海塞纳省的一个市镇，属于迪耶普区。

## 地理
拉沙佩勒圣旺（49°32'7"N, 1°26'4"E）面积7.85 平方千米，位于法国诺曼底大区滨海塞纳省，该省份为法国北部沿海省份，其西部及北部濒大西洋英吉利海峡，东起顺时针与索姆省、瓦兹省、厄尔省和卡爾瓦多斯省接壤。
与拉沙佩勒圣旺接壤的市镇（或旧市镇、城区）包括：布瓦吉尔贝、拉阿洛蒂耶尔、布赖地区锡日、圣吕西安。

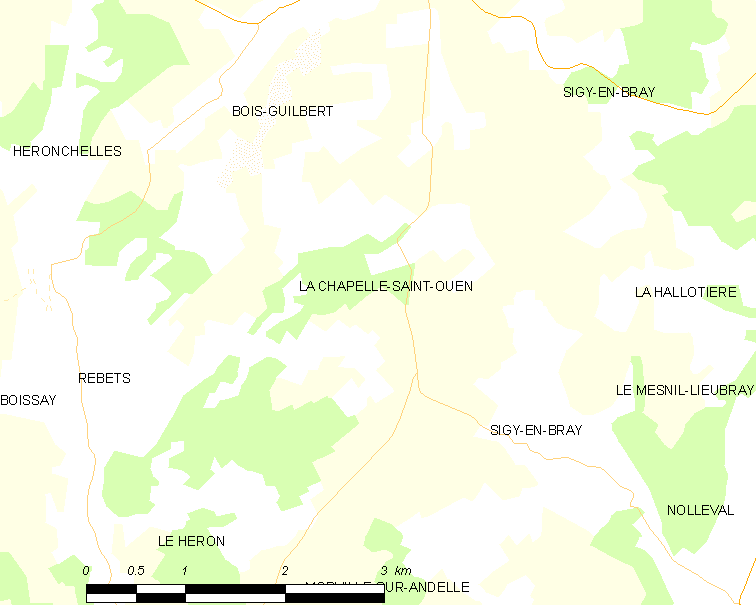
拉沙佩勒圣旺的OSM定位图

拉沙佩勒圣旺的时区为UTC+01:00、UTC+02:00（夏令时）。

## 行政
拉沙佩勒圣旺的邮政编码为76780，INSEE市镇编码为76171。

## 政治
拉沙佩勒圣旺所属的省级选区为布赖地区古尔奈县。

## 人口

1962-2008年间拉沙佩勒圣旺人口变化图示

拉沙佩勒圣旺于2022年1月1日时的人口数量为143人。